# 刺黑竹
刺黑竹（学名：Chimonobambusa neopurpurea）为禾本科方竹属下的一个种。

## 扩展阅读
- 維基物種上的相關：刺黑竹